# Тольбиак (станция метро)
Тольбиак (фр. Tolbiac) — станция линии 7 Парижского метрополитена, расположенная в XIII округе Парижа. Названа по Рю-де-Тольбиак, которая получила своё название в честь битвы при Толбиаке, определившей ход становления средневекового Франкского королевства.
Рядом со станцией располагаются Азиатский квартал Парижа, лицей Клода Моне и Парк де Шуази.

## История
- Станция открылась 7 марта 1930 года в составе пускового участка Одеон — Порт де Шуази, временно входившего в состав линии 10, что было обусловлено неготовностью участка Сюлли-Морлан — Пляс-Монж линии 7. 26 апреля 1931 года этот участок соединился с линией 7, а бывшее соединение с линией 10 стало служебной соединительной ветвью.
- Пассажиропоток по станции по входу в 2013 году, по данным RATP, составил 3 582 639 человек (148 место по пассажиропотоку в Парижском метро)[3].

## Путевое развитие
Перед станцией (при движении от Пляс д'Итали) находится примыкание служебной соединительной ветви с линии 6, по которой потенциально возможно повернуть со станции Корвизар. На середине перегона Тольбиак — Пляс д'Итали (при движении в обратном направлении) начинается служебная соединительная ветвь к станции Кампо Формио.